# Saint-Germain-de-Livet
Saint-Germain-de-Livet település Franciaországban, Calvados megyében. Lakosainak száma 698 fő (2022. január 1.). Saint-Germain-de-Livet Lessard-et-le-Chêne, Le Mesnil-Eudes, Prêtreville, Saint-Jean-de-Livet, Saint-Martin-de-la-Lieue és Livarot-Pays-d'Auge községekkel határos.

## Népesség
A település népessége az elmúlt években az alábbi módon változott:
| Lakosok száma | 498  | 631  | 598  | 781  | 779  | 769  | 769  | 735  | 718  | 698  |
|               | 1968 | 1982 | 1990 | 2006 | 2013 | 2015 | 2017 | 2019 | 2020 | 2022 |